# Joseph Boakai

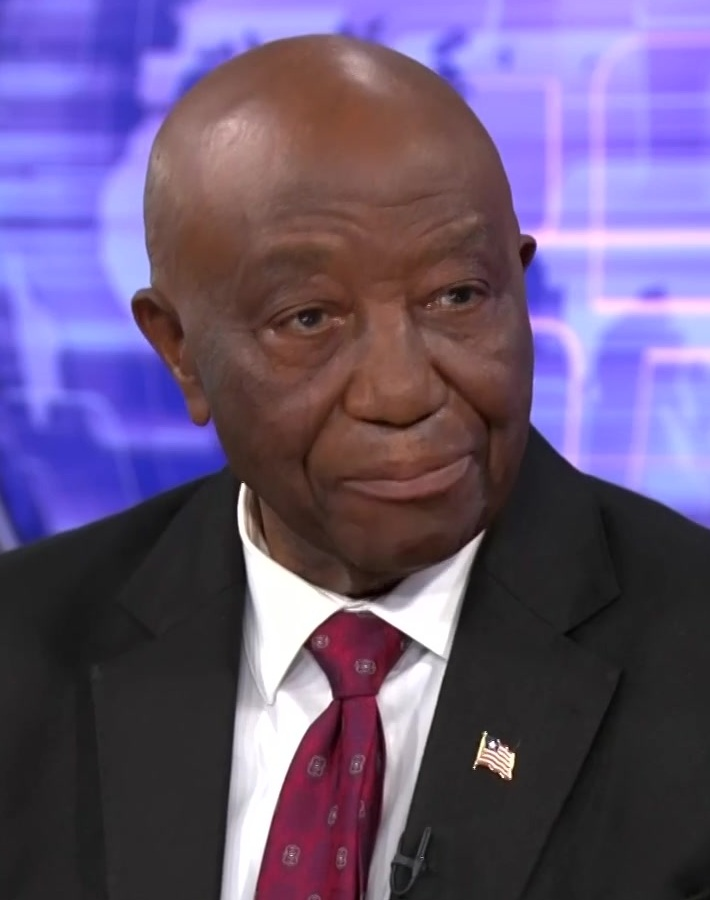
Joseph Boakai (2023)

Joseph Boakai (* 30. November 1944 in Wasonga, Lofa County) ist ein liberianischer Politiker. Er ist seit dem 22. Januar 2024 Staatspräsident Liberias.
Boakai entstammte einer armen weitverzweigten Bauernfamilie aus der Grenzregion zu Sierra Leone und Guinea. Als Jugendlicher wanderte er auf der Suche nach einer höheren Ausbildung zweimal ins etwa 480 Kilometer entfernte Monrovia. Er machte verschiedene Zwischenstopps auf diesen Reisen, unter anderem in den Bomi Hills im Westen des Landes und arbeitete eine Zeitlang als Kautschukzapfer auf den Plantagen der Firestone Tire & Rubber Company in Harbel. Er absolvierte das College of West Africa in Monrovia und studierte später an der University of Liberia, wo er einen Bachelor-Grad in  Betriebswirtschaftslehre erlangte. Seine akademische Ausbildung setzte er zeitweilig an der Kansas State University in den Vereinigten Staaten fort.
Er wurde in der Wirtschaft als Angestellter der Liberia Produce Marketing Corporation (LPMC), zunächst als Leiter der Zweigstelle in Voinjama (Lofa County) tätig. 1980 wurde er Geschäftsführer der LPMC und war damit der erste Liberianer in dieser Position. Boakai hatte sein erstes politisches Amt von 1983 bis 1985 als Landwirtschaftsminister Liberias unter Präsident Samuel K. Doe inne. 1991 war er eine Weile Geschäftsführer der Liberian Petroleum Refining Corporation (LPRC). Während der Zeit des Bürgerkriegs in Liberia war er ansonsten in der freien Wirtschaft tätig, viel auf Reisen und lebte eine Zeitlang in Ghana. Nach Endes des Bürgerkrieges war er 12 Jahre lang von 2006 bis 2017 Vizepräsident unter Ellen Johnson Sirleaf, der ersten gewählten Staatspräsidentin in Afrika. Seine Nachfolgerin in diesem Amt wurde Jewel Howard-Taylor. Bei der Präsidentschaftswahl 2017 kandidierte er erstmals gegen George Weah, verlor jedoch knapp. Bei der Präsidentschaftswahl  2023 kandidierte er erneut und gewann in der Stichwahl, wiederum knapp, gegen den nunmehrigen Amtsinhaber Weah. Dieser erkannte seine Niederlage an.
Mit einem Alter von 79 Jahren bei Amtsantritt war Boakai der bislang älteste Präsident Liberias. Bei seiner Vereidigung und Rede zum Amtsantritt am 22. Januar 2024 erlitt Boakai einen Schwächeanfall, der ihn dazu zwang, die Rede vorzeitig zu beenden.
Boakai ist seit mehr als 50 Jahren mit Katumu Yatta verheiratet und hat mit ihr vier Kinder. Er ist praktizierendes Mitglied einer Baptistenkirche (Effort Baptist Church).